# 1861年逝世人物列表
1861年逝世人物列表：1月 - 2月 - 3月 - 4月 - 5月 - 6月 - 7月 - 8月 - 9月 - 10月 - 11月 - 12月
下面是1861年逝世的知名人士列表。

## 1月

### 1月2日
- 普魯士國王腓特烈·威廉四世

### 1月17日
- 洛拉·蒙特茲，愛爾蘭出生的舞者，巴伐利亞國王路德維希一世的情婦

### 1月19日
- 阿爾伯特·尼曼，德國化學家

## 2月

### 2月5日
- 皮埃尔·博斯凯，法國將軍，法國元帥

### 2月26日
- 沃伊切赫·切爾扎諾夫斯基，波蘭將軍

## 3月

### 3月10日
- 塔拉斯·舍甫琴科，烏克蘭詩人

### 3月16日
- 維多利亞公主，維多利亞女王的母親

## 4月

### 4月8日
- 以利沙·奧蒂斯，美國工程師，奧的斯創始人

### 4月15日
- 以賽亞·斯蒂爾曼，黑鷹戰爭中的美國陸軍少校

## 5月

### 5月29日
- 約阿希姆·勒勒維爾，波蘭民族主義歷史學家

## 6月

### 6月3日
- 史蒂芬·阿諾·道格拉斯（Stephen A. Douglas），美國伊利諾伊州參議員，民主黨總統候選人

### 6月6日
- 加富爾伯爵卡米洛·奔索，義大利第一任總理

### 6月13日
- 理查·勞倫斯，刺殺安德魯·傑克遜的失敗者

### 6月25日
- 阿卜杜勒梅西德一世，奧斯曼帝國蘇丹

### 6月26日
- 帕維爾·約瑟夫·沙法里克，斯洛伐克語言學家

### 6月29日
- 伊丽莎白·巴雷特·勃朗宁，英國詩人

## 7月

### 7月22日
- 小巴納德·埃利奧特·比，邦聯將軍

### 7月25日
- 喬納斯·弗勒，瑞士聯邦委員會成員

## 8月

### 8月10日
- 納撒尼爾·里昂，第一位在美國內戰中陣亡的聯邦陸軍將軍

### 8月12日
- Eliphalet Remington，美國槍匠，Remington Arms 創始人

### 8月17日
- 阿爾西·路易士·拉布蘭奇，美國政治家

### 8月22日
- 咸丰帝，清朝第九代皇帝

### 8月24日
- 皮埃爾·貝爾蒂埃，法國地質學家

### 8月28日
- 威廉·莱昂·麦肯齐，蘇格蘭記者，多倫多第一任市長

## 9月

### 9月7日
- 威利·曼古姆，美國政治家

## 10月

### 10月4日
- 阿奇博爾德·蒙哥馬利，第13代埃格林頓伯爵，英國政治家

### 10月5日
- 安東尼·梅爾基奧爾·菲亞科夫斯基，波蘭主教

### 10月10日
- 菲比·欣斯代爾·布朗，美國讚美詩作家

### 10月26日
- 愛德華·肯德爾（Edward “Ned” Kendall），美國樂隊領隊、樂器演奏家（鍵控號角）

### 10月31日
- 吉列爾莫（威廉）米勒，英國出生的秘魯軍事領導人

## 11月

### 11月7日
- 伊莎貝爾·岡恩，蘇格蘭商人

### 11月11日
- 葡萄牙國王佩德羅五世

### 11月13日
- 亞瑟·休·克拉夫，英國詩人

### 11月25日
- 拉希穆拉，孟加拉叛軍領袖[1]

## 12月

### 12月14日
- 阿尔伯特亲王，維多利亞女王的丈夫[2]

### 12月18日
- 恩斯特·安舒茨，德國教師、管風琴家、詩人和作曲家